# 브라이언 데너히
브라이언 데너히(Brian Dennehy, 1938년 7월 9일 ~ 2020년 4월 15일)는 미국의 배우이다. 버라이어티는 부고 기사에서 생전 "살아있는 가장 중요한 유진 오닐 전문 배우"였다고 칭했다. 아서 밀러의 《세일즈맨의 죽음》(1999, 2005), 오닐의 《밤으로의 긴 여로》(2003) 공연으로 토니상 연극 부문 남우주연상을 두 차례 수상했고, 전자를 통해서는 드라마 데스크상 남우상과 로런스 올리비에상 남우주연상도 한 차례씩 수상하였다. 또한 텔레비전 영화판 《세일즈맨의 죽음 》(2000)으로 2001년 제58회 골든 글로브상 미니시리즈·텔레비전 영화 부문 남우주연상을 받았다. 2010년 미국 극장 명예의 전당(American Theater Hall of Fame)에 헌액되었다.
영화와 텔레비전 분야에서도 활발하게 활동하였으며, 프라임타임 에미상 후보에 여섯 차례 지명되었다.

## 출연 작품

### 영화
- 람보 (1982)
- 고르키 파크 (1983)
- 실버라도 (1985)
- 코쿤 (1985)
- 에프 엑스 (1986)
- 의혹 (1990)
- 글래디에이터 (1992)
- 크레이지 토미 보이 (1995)
- 헨리에타의 별 (1995, The Stars Fell on Henrietta)
- 로미오와 줄리엣 (1996)
- 세일즈맨의 죽음 (2000)
- 그녀는 날 싫어해 (2004)
- 어썰트 13 (2005)
- 라따뚜이 (2007) - 애니메이션
- 나이트 오브 컵스 (2015)

### 텔레비전
- 블랙리스트 (2016-20)

### 연극
- 세일즈맨의 죽음 (1999, 2005)
- 밤으로의 긴 여로 (2003)